# أسفل شعب البئر (يهر)

تعديل مصدري - تعديل

أسفل شعب البئر هي إحدى قرى عزلة يهر بمديرية يهر التابعة لمحافظة لحج، بلغ تعداد سكانها 31 نسمة حسب تعداد اليمن لعام 2004.